# Mico rondoni
Ouistiti de Rondon
Espèce
Statut de conservation UICN

 VU A2c : Vulnérable
Le Ouistiti de Rondon (Mico rondoni) est un singe du Nouveau Monde de la famille des Callitrichidae. Cette nouvelle espèce de primates a été découverte en 2010. Il a été nommé en l'honneur du maréchal Rondon, célèbre explorateur du Brésil.

## Découverte
Le primatologue brésilien Mario de Vivo est le premier à alerter la communauté scientifique sur ce ouistiti évoluant dans l'état du Rondônia, au Brésil. En 1985, il en fournit une description détaillée, en croyant qu'il s'agit du ouisititi du Rondônia (Callithrix emiliae). Il apparait par la suite qu'il s'agit bien d'une nouvelle espèce, similaire au ouisititi du Rondônia et au ouistiti mélanure, mais néanmoins distincte. En effet, l'aire de répartition du ouistiti de Rondon est largement séparée, et plusieurs études phylogénétiques ont confirmé son caractère distinct.